# Plate-forme de l'obusier de Coucy-le-Château-Auffrique
La plate-forme de l'obusier est une plate-forme d'artillerie située à Coucy-le-Château-Auffrique, en France.

## Localisation
La plate-forme d'artillerie est située sur la commune de Coucy-le-Château-Auffrique, dans le département de l'Aisne.

## Historique
Le monument est classé au titre des monuments historiques en 1922.